# Elaphe taeniura
Elaphe taeniura är en ormart som beskrevs av Cope 1861. Elaphe taeniura ingår i släktet Elaphe och familjen snokar. Inga underarter finns listade i Catalogue of Life.
Denna orm förekommer i Asien från Indien till de japanska Ryukyuöarna samt till Borneo och Sumatra. Honor lägger ägg.